# Pečovnik
Pečovnik este o localitate din comuna Celje, Slovenia, cu o populație de 259 de locuitori.